# Mešní píseň
Jako mešní píseň se označuje taková píseň duchovní hudby, jejíž jednotlivé sloky se vztahují k určitým částem mše; v jednotném kancionálu jsou označeny písmenem M. V podstatě nahrazuje proprium.
Během konkrétní bohoslužby lid odzpívá postupně jednotlivé části písně mezi částmi ordinária a ostatními součástmi mše (jako například promluvami celebranta, čteními z Bible či kázáním). Příslušné sloky písně (vždy jedna nebo několik slok) jsou určeny ke zpěvu na určitých místech mše:
- při vstupu (1)
- před čtením evangelia (2)
- při obětním průvodu (3)
- při přijímání (4)
- na závěr (5)

Jiné písně mohou být určeny ke zpěvu jen při některé části mše. Tak například označení M3 vyjadřuje, že píseň se zpívá při obětním průvodu. Na závěr mše však lze zpívat jakoukoliv duchovní píseň (včetně písní označených M123, které není možné zpívat jen při přijímání).